# Mela kvarn
Mela Kvarn är en hjulkvarn belägen vid Emån i Bäckseda.

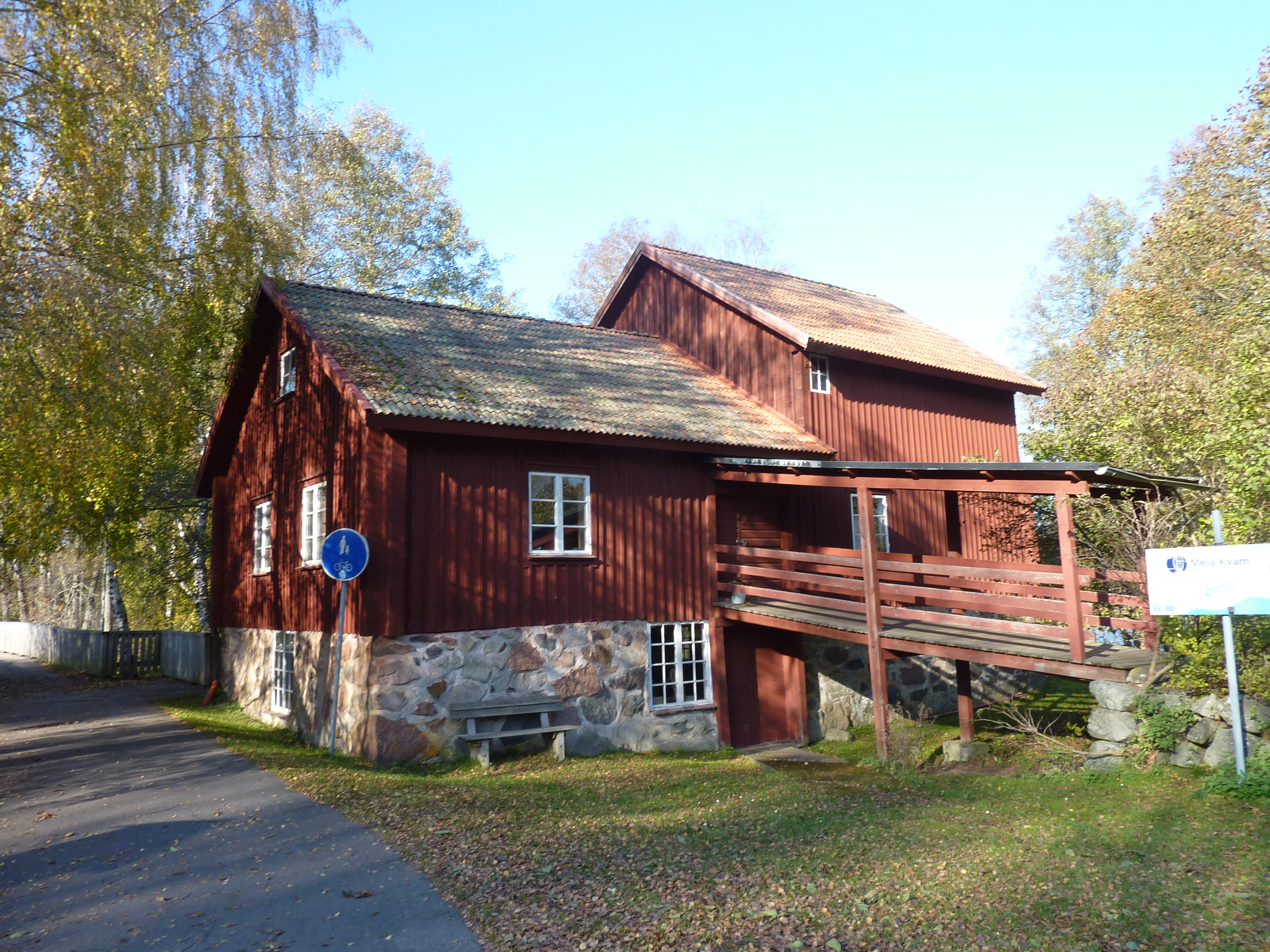
Mela Kvarn

Kvarnen omnämns i handlingar från slutet av 1600-talet. Den nuvarande kvarnen är dock nyare. Mela Kvarn ägs nu av Vetlanda kommun men har tidigare haft många olika ägare.
Verktyg och redskap finns bevarade i sitt ursprungliga skick. Det finns ett par stenar, en spetsmaskin och en havrekross.
Efter en restaurering av kvarnen sattes den igång igen 1986. Vattenhjulet, som är tillverkat av byggelever från Njudungsgymnasiet läsåret 86/87, startas flera gånger varje år och besökare kan då se kvarnen i drift.
Inuti Mela Kvarn finns det ett mindre industrimuseum. Där finns bland annat vinkelkopplingen "Volvo" som tillverkades av Nordiska Maskinfabriken, en 4-cylindrig luftkyld bensinmotor som tjänade som komplement när vattenhjulet inte räckte till. 
Denna konstruerades av Carl Oscar Johnsson och även den tillverkades på Nordiska Maskinfabriken.